# Серджіу Челак
Серджіу Челак (26 травня 1939, Бухарест, Румунія) — румунський дипломат, Міністр закордонних справ Румунії з 26 грудня 1989 по 28 червня 1990 року.

## Життєпис
Народився в Бухаресті. У 1961 році закінчив Бухарестський університет.
Після закінчення університету почав працювати молодшим клерком в Міністерстві закордонних справ Румунії. 1963 року отримав звання аташе, а в 1972 радника. З 1962 до 1967 року працював особистим секретарем Першого заступника Міністра закордонних справ Румунії. У 1967-1969 займав посаду особистого секретаря Міністра закордонних справ. У 1968-1974 був заступником директора, а потім директором у відділі Аналізу і планування політики. З 1961 по 1978 був перекладачем для Георге Георгіу-Деж і Ніколає Чаушеску. У 1978 році був звільнений з Міністерства закордонних справ Румунії з ідеологічних причин. Після звільнення працював в Енциклопедичному видавництві в Бухаресті до повалення режиму Чаушеску в 1989.
26 грудня 1989, будучи одним з найближчих союзників нового президента Йона Ілієску, Челак був призначений Міністром закордонних справ Румунії в Тимчасового уряду Румунії і працював до 28 червня 1990. Відмовився балотуватися в румунський парламент. У 1990-1996 роках був послом у Великій Британії та Ірландії. У 1996 році він був призначений Спеціальним посланником на Балканах, в Центральній Азії, на Кавказі та на Близькому Сході. У серпні 2000 року  подав у відставку з Міністерства закордонних справ Румунії. З 2002 до 2004 року був особистим радником Президента Румунії.
На сьогодні Серджіу Челак є старшим радником Національного центру зі сталого розвитку, віце-президентом Румунської асоціації Римського клубу, професор в Румунському дипломатичному інституті.